# Battaglia di Rakvere (1704)
La battaglia di Rakvere (nota anche come Wesenberg in tedesco e Rakovor in russo) ebbe luogo il 26 giugno 1704 nella cittadina di Rakvere in Estonia, durante la Grande guerra del nord, tra Svezia e Russia. La cavalleria svedese, di 1400 uomini comandati da Wolmar Anton von Schlippenbach, dovette ritirarsi di fronte alle truppe di Carl Ewald von Rönne (8000 uomini).
Gli svedesi furono catturati a Rakvere e quasi del tutto uccisi, se non per quattrocento soldati che riuscirono a scappare verso Tallinn. Le perdite sul fronte russo sono sconosciute.